# Luceni
Luceni település Spanyolországban,  Zaragoza tartományban. Luceni Pedrola, Magallón, Boquiñeni, Tauste, Remolinos és Alcalá de Ebro községekkel határos. Lakosainak száma 1003 fő (2024).

## Népesség
A település népessége az utóbbi években az alábbiak szerint változott:
| Lakosok száma | 1057 | 1048 | 1070 | 1101 | 1045 | 1014 | 971  | 956  | 973  | 1003 |
|               | 2001 | 2004 | 2007 | 2009 | 2012 | 2014 | 2017 | 2019 | 2022 | 2024 |